# Black Night
Black Night är en låt av det brittiska hårdrocksbandet Deep Purple som först lanserades som singel 1970, men som också finns med på den remastrade utgåvan av Deep Purple In Rock. Black Night var Deep Purples första singel som inte var en cover, den skrevs av alla bandmedlemmar tillsammans. Den blev en stor singelhit i flera europeiska länder.

## Listplaceringar
| Lista (1970-1971) | Position            |
| ----------------- | ------------------- |
| Australien        | 13 (Go Set)         |
| Finland           | 34                  |
| Frankrike         | 7                   |
| Irland            | 4                   |
| Nederländerna     | 8                   |
| Norge             | 2 (VG-lista)        |
| Nya Zeeland       | 13 (NZ Listner)     |
| Schweiz           | 1                   |
| Storbritannien    | 2 (UK Albums Chart) |
| Sverige           | 6 (Kvällstoppen)    |
| Sverige           | 6 (Tio i topp)      |
| Västtyskland      | 2                   |
| Österrike         | 4                   |